# Ray Henwood
Ray Henwood, született Charles Raymond Henwood (Swansea, Wales, 1937. január 15. – Wellington, 2019. augusztus 26.) walesi születésű új-zélandi színész.

## Fontosabb filmjei
- Opening Night (1977, tv-film)
- The John Sullivan Story (1979, tv-film)
- Should I Be Good? (1985)
- Hot Target (1985)
- The End of the Golden Weather (1991)
- Mennyei teremtmények (Heavenly Creatures) (1994)
- Xena: A harcos hercegnő (Xena: Warrior Princess) (1995, tv-sorozat, egy epizódban)
- Herkules (Hercules: The Legendary Journeys) (1995, tv-sorozat, egy epizódban)
- A Gyűrűk Ura: A gyűrű szövetsége (The Lord of the Rings: The Fellowship of the Ring) (2001)
- Second Hand Wedding (2008)
- Separation City (2009)
- A hobbit: Smaug pusztasága (The Hobbit: The Desolation of Smaug) (2013)